# Kelita argentina
Kelita argentina är en biart som beskrevs av Rozen 1997. Kelita argentina ingår i släktet Kelita och familjen långtungebin. Inga underarter finns listade i Catalogue of Life.